# (74629) 1999 RB45
1999 أر بي 45 (ويعرف أيضًا باسم (74629) 1999 أر بي 45 وفق تسمية الكوكب الصغير) (بالإنجليزية: 1999 RB45)‏ هو كويكب ضمن حزام الكويكبات؛ وترتيبه 74629 من حيث الاكتشاف.
اكتُشف هذا الجُرم الفلكي بواسطة Laurent Bernasconi ‏ في 11 سبتمبر 1999.

## وصلات خارجية
- (74629) 1999 RB45 في قاعدة بيانات مختبر الدفع النفاث لأجرام النظام الشمسي الصغيرة

- الاكتشاف · مخطط المدار ·  العناصر المدارية · المعلمات المادية

- (74629) 1999 RB45 على موقع ويكي سكاي: DSS2, SDSS, GALEX, IRAS, Hydrogen α, X-Ray, Astrophoto, Sky Map, Articles and images